# Крайние точки Хорватии
В статье приведён список крайних точек Хорватии.

## Крайние точки
- Северная точка — окрестности деревни Свети-Мартин-на-Мури[сербохорв.], жупания Меджимурска — 46°33′18″ с. ш. 16°22′08″ в. д.HGЯO
- Южная точка:
  - остров Галиюла[сербохорв.], архипелаг Палагружа, Адриатическое море (в административном плане является частью города Комижа жупании Сплитско-Далматинска) — 42°22′40″ с. ш. 16°20′19″ в. д.HGЯO
  - на материке — окрестности деревни Витальина[хорв.], полуостров Превлака[хорв.], жупания Дубровачко-Неретванска — 42°23′32″ с. ш. 18°31′52″ в. д.HGЯO
- Западная точка — окрестности деревни Башания[хорв.] (в административном плане является частью города Умаг жупании Истарска) — 45°29′13″ с. ш. 13°29′30″ в. д.HGЯO
- Восточная точка — окрестности города Илок, жупания Вуковарско-Сриемска (45°11′45″ с. ш. 19°26′50″ в. д.HGЯO)

## Крайние высоты
- Высочайшая точка — гора Динара, жупания Шибенско-Книнска (1831 м[1]) — 44°03′22″ с. ш. 16°22′53″ в. д.HGЯO
- Низшая точка — Адриатическое побережье Хорватии (0 м — уровень моря).